# نظام من النظم

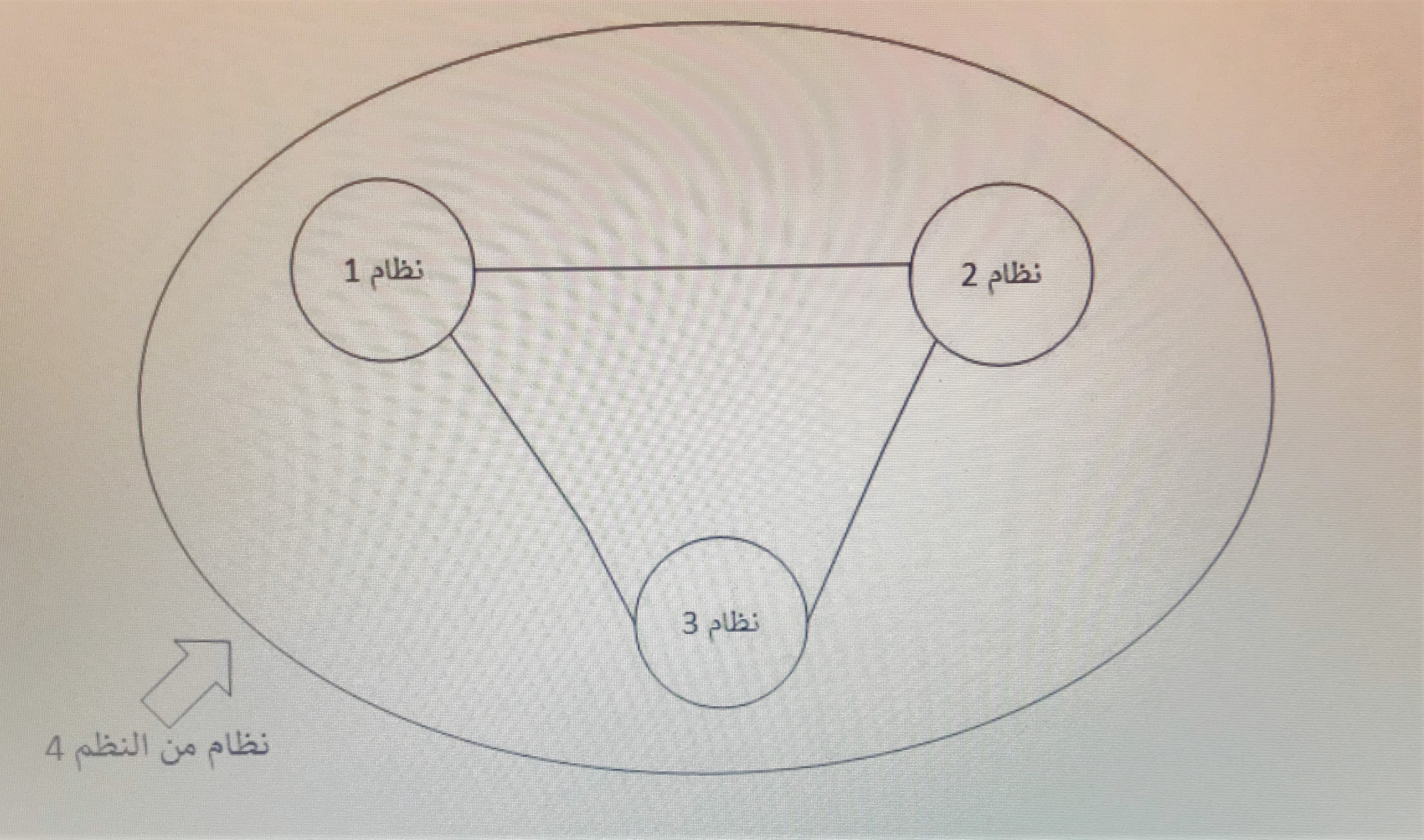
رسم تخطيطي يعرض ثلاثة أنظمة مترابطة (1,2,3) وتشكل نظامًا من الأنظمة (4)

يجمع نظام من النظم (SoS) مجموعة من الأنظمة لمهمة لا يمكن لأي من الأنظمة تحقيقها بنفسه. يحتفظ كل نظام مكون بإدارته وأهدافه وموارده الخاصة مع التنسيق مع الأنظمة المتبقية والتكيف مع نظام أهداف الأنظمة. على سبيل المثال، طائرة بوينغ 747، كعنصر من عناصر SoS، لا تعتبر بمفردها نظام من النظم، ولكن أي مطار هو عبارة عن نظام من النظم، أو أن مركبة على سطح المريخ لا تعتبر بمفردها SoS، ولكن مستعمرة آلية (أو سرب آلي) تستكشف الكوكب الأحمر أو أي مكان آخر، هي نظام من الأنظمة.
وحالياً، تعتبر أنظمة الأنظمة نظامًا بحثيًا مهمًا لا تكتمل من خلاله أطر مرجعية وعمليات التفكير والتحليل الكمي والأدوات وأساليب التصميم.

## نظرة عامة
وصف مقترح - وليس بالضرورة تعريفات - لأنظمة من النظم، يرد أدناه في ترتيب ظهورها في الأدب:
1. تسمح أنظمة الربط في النظام المشترك للأنظمة بالتشغيل البيني والتآزر في أنظمة القيادة والتحكم والكمبيوتر والاتصالات والمعلومات (C4I) وأنظمة المراقبة والمراقبة والاستطلاع (ISR): الوصف في مجال التفوق المعلوماتي في الجيش الحديث.[2]
2. نظم النظم هي أنظمة متزامنة وموزعة على نطاق واسع والتي تكون مكوناتها أنظمة معقدة بحد ذاتها: الوصف في مجال هياكل الاتصالات وأنظمة المعلومات في المؤسسات الخاصة.[3]
3. يشمل نظام تعليم الأنظمة تكامل الأنظمة في نظام أنظمة تساهم في نهاية المطاف في تطور البنية التحتية الاجتماعية: الوصف في مجال تعليم المهندسين على أهمية الأنظمة ودمجها.[4]
4. نظام تكامل النظم هو طريقة لمتابعة التطوير والتكامل وقابلية التشغيل البيني وتحسين الأنظمة لتعزيز الأداء في سيناريوهات ساحة المعركة المستقبلية: الوصف في مجال تكامل أنظمة المعلومات المكثفة في الجيش.[5]
5. الأنظمة الحديثة التي تتكون من نظام مشاكل الأنظمة ليست متجانسة، بل إنها تشتمل على خمس خصائص مشتركة: الاستقلالية التشغيلية للنظم الفردية، والاستقلالية الإدارية للأنظمة، والتوزيع الجغرافي، والسلوك الناشئ والتطوير التطوري: الوصف في مجال الاستحواذ التطوري للمجمع أنظمة التكيف في الجيش.[6]
6. تركز أنظمة المشاريع لهندسة النظم على ربط الأنشطة الهندسية للأنظمة التقليدية بأنشطة المؤسسة الخاصة بالتخطيط الاستراتيجي وتحليل الاستثمار: الوصف في مجال نظم المعلومات المكثفة في المشاريع الخاصة.[7]
7. نظام مشاكل الأنظمة عبارة عن مجموعة من شبكات عبر النطاقات للأنظمة غير المتجانسة التي يحتمل أن تظهر استقلالية تشغيلية وإدارية، والتوزيع الجغرافي، والسلوكيات الناشئة والتطورية التي لن تكون واضحة إذا تم تصميم الأنظمة وتفاعلاتها على حدة على حدة: الوصف في مجال نظام النقل الوطني، الاستكشافات العسكرية والفضائية المتكاملة.[8]
8. نظام من الأنظمة هو «نظام مفرط» يتألف من عناصر أخرى هي نفسها أنظمة تشغيلية معقدة مستقلة وتتفاعل فيما بينها لتحقيق هدف مشترك. يحقق كل عنصر من عناصر نظام SoS أهدافًا مثبتة بشكل جيد حتى إذا كانت منفصلة عن باقي أجزاء نظام SoS.[1]

## تعريف[9]
كما يشير المصطلح، فإن نظام الأنظمة هو تكوين؛ يتكون من مكونات هي نفسها الأنظمة. لكن هذا المصطلح يكتسب خصوصية بخاصيتين يجب أن يمتلكهما الكل حتى يعتبر نظامًا من الأنظمة:
- الاستقلالية التشغيلية للمكونات: وتفي أنظمة المكونات بأغراض صالحة في حد ذاتها وتستمر في العمل لتحقيق تلك الأغراض في حالة تفكيكها من النظام العام؛
- الاستقلال الإداري للمكونات: تتم إدارة أنظمة المكونات (على الأقل جزئياً) لأغراضها الخاصة بدلاً من الأغراض ككل.

ينطوي جانب «الاستقلالية» على أن الاستقلال ذاتي في SoS، وليس فقط في وظيفة SoS ولكن أيضًا في وظيفة الأنظمة المكونة. الاستقلالية في هذا السياق لا تعني بالضرورة عملية خالية من الإنسان؛ قد يكون العنصر البشري جزءًا من نظام المكونات.لكن يجب أن يكون هذا النظام الفرعي قادراً على العمل بشكل مستقل في بعض الأحيان، ومع ذلك يكون الترس في آلة أكبر في مناسبات أخرى. الديناميات في البنية المتطورة هي خصوصية SoS. إن آفاق تطوير نظام توسعة نطاق كبير، وظيفيًا غنيًا وظيفيًا، غير واقعيًا، خاصة إذا أخذنا في الاعتبار أن أنظمة المكونات تكون كيانات مفيدة في حد ذاتها. تميل أنظمة الأنظمة إلى إظهار التطور التطوري - حيث يتم تطوير أنظمة وسيطة تؤدي وظائف مفيدة ثم يتم دمجها في أنظمة أكبر. سوف تتطور العلاقة التجاریة السفلیة عادة من خلال أشکال وسیطة مستقرة.
يمكن كذلك تمييز الخصائص الأخرى لأنظمة الأنظمة:
- سوف تكون SoS غير متجانسة. من المكونات إلى الأنظمة الفرعية إلى الأنظمة، ستشارك تقنيات مختلفة ووسائل تنفيذ.
- سوف تظهر SoS سلوك طارئ. بالنظر إلى تعقيدها المعماري، فإن تفاعل العناصر المكونة لـنظام من النظم سيؤدي حتمًا إلى سلوكيات لا يمكن التنبؤ بها مسبقًا.
- سوف تكون أنظمة SoS واسعة النطاق. يجب تفسير «مقياس» بشكل منطقي أكثر من المعنى الجغرافي بالضرورة - يمكن أن يكون نظام الأنظمة كيانًا محليًا مع أنظمة فرعية متقاربة.

على الرغم من أن هذه الخصائص المميزة والخصائص لا تستدعي بشكل صريح التحكم، فإن أهمية التقنية إلى SoS واضحة بالنظر إلى الديناميات التي ينطوي عليها النظام المكون ومما يضاعفها النظام التلوي. ستتطلب المكونات الفردية تطبيقات التحكم داخلها، وسوف تتفاعل تطبيقات التحكم هذه بشكل صريح (على سبيل المثال، من خلال إشارات التنسيق) أو بشكل ضمني (على سبيل المثال، من خلال التأثيرات المادية). ستوفر تقنيات المعلومات البنية التحتية للتكامل، والتي هي عامل التمكين لإغلاق الحلقة وتحسين التصميم والعمليات.
الديناميكيات والجوانب المتعلقة بالتحكم في نظام SoS هي أيضًا عوامل حرجة للخصائص غير الوظيفية؛ لا يمكن أن تقتصر متطلبات SoS على وظائفها الأساسية المتعلقة بالأداء. يجب تصميم أنظمة الأنظمة بحيث توفر تأكيدات على القدرة على التنبؤ والاعتمادية والسلامة. ستكون عملية التحقق على عدة مستويات من التجريد مطلوبة نظراً لسلامة الأنظمة المهمة من الأنظمة الهندسية ورسالتها، وسوف يحتاج مثل هذا التحقق إلى معرفة ديناميكيات الSoS.

## نشوء نظام من النظم
نشأ المصطلح من مجتمع هندسة الأنظمة ويعكس الاهتمام بالمفاهيم والتطورات مثل الشبكات الذكية وسلاسل التوريد المتكاملة والمشاريع التعاونية وإدارة الجيل القادم من الحركة الجوية. لا تقتصر التحديات المرتبطة بتصميم وبناء أنظمة التشغيل على علوم وهندسة التحكم. ومع ذلك، فإن أهمية نظام مراقبة الأداء (نظام للأنظمة) للسيطرة، والعكس صحيح، كما هو واضح من خلال الاستخدام المتكرر للمصطلحات مثل «الأنظمة والتحكم» و «أنظمة التحكم». بل يمكن القول إن أهمية التحكم تزداد مع توسيع مفهومنا للأنظمة من خلال النظر في الديناميات المتعددة والهجينة، والبنيات التعاونية والتنافسية، والتحسين متعدد المراكز، والنظم شبه المستقلة والمستقلة، ونظم التشخيص الذاتي والإصلاح الذاتي، وهكذا.
يمكن العثور على إشارات مبكرة جدًا إلى «الأنظمة داخل الأنظمة» أو «نظام الأنظمة» في Berry (1964) و Asckoff (1997). بعض التعاريف المبكرة التي جمعها (1995) Jamshid والتي كررها لين و Valderi (2007) هي كما يلي:
- Eisner (1993): نظام من الأنظمة عبارة عن تجمعات موزعة جغرافيا واسعة النطاق تم تطويرها باستخدام جهود التطوير الموجه مركزيا والتي يتم فيها تخطيط أنظمة المكونات وتكاملها بشكل متعمد ومركزي بغرض معين.
- Shanhar (1994): نظام صفيف (نظام للأنظمة) هو مجموعة كبيرة أو شبكة واسعة من الأنظمة تعمل معاً لتحقيق هدف مشترك.
- Manthorpe (1996): فيما يتعلق بمكافحة الحروب المشتركة، يتعلق نظام من الأنظمة بالتشغيل البيني والتآزر في القيادة والتحكم والحواسيب والاتصالات والمعلومات والاستخبارات وأنظمة الاستطلاع. التركيز الأساسي: تفوق المعلومات.
- Kotov (1997): نظام الأنظمة هو أنظمة متزامنة واسعة النطاق موزعة وتتألف من أنظمة معقدة.
- Maier (1998): نظام من الأنظمة عبارة عن مجموعة من الأنظمة المتكاملة التعاونية التي تمتلك خاصتين إضافيتين: الاستقلالية التشغيلية للمكونات والاستقلالية الإدارية للمكونات.
- Krygiel (1999): نظام من الأنظمة عبارة عن مجموعة من أنظمة مختلفة متصلة أو مرتبطة لإنتاج نتائج بشكل لا يمكن تصديقه بواسطة الأنظمة الفردية وحدها.

## هندسة نظام من النظم

### تصميم نظام من النظم
يتمثل جزء أساسي من مهمة نظام الأنظمة في إنشاء إطار تقني مستمر لمعالجة تطور نظام مراقبة أداء المستخدم بحيث يلبي احتياجات المستخدمين، بما في ذلك التغييرات المحتملة في وظائف الأنظمة أو أدائها أو واجهاتها ويشار إلى هذا الإطار باسم «الهندسة المعمارية». إنها عملية هيكلة مكونات النظام وعلاقاتها وتطورها بمرور الوقت.  لا تتناول تفاصيل الأنظمة الفردية؛ بدلاً من ذلك، تحدد الطريقة التي تعمل بها الأنظمة معًا لتلبي احتياجات المستخدمين وتتناول تنفيذ الأنظمة الفردية فقط عندما تكون الوظيفة هي المفتاح لقطع القضايا في نظام الأنظمة.
إن تطوير الهندسة المعمارية الناجح أمر مهم لأنه يلعب دورًا مهيمنًا في تكامل الأنظمة المكونة. تتضمن بنية نظام من الأنظمة ما يلي:
- مفهوم العمليات، وكيف سيتم استخدام النظم من قبل المستخدمين في بيئة التشغيل.
- الأنظمة والوظائف والعلاقات والاعتماديات الداخلية والخارجية.
- وظائف نهاية إلى نهاية وتدفق البيانات وكذلك الاتصالات.

يتطلب اختيار بنية التحليل وتقييم عمليات التداول بين الخيارات المختلفة. قد يكون التحليل المعماري مدعومًا بنهج تقييم مختلفة.
ومع ذلك، فإن هندسة النظام الكلاسيكية آخذة في التغير، لأننا أصبح مجتمعًا على نحو متزايد. هذا صحيح في الصناعة والأفراد وكل أشكال الحكم. أصبح المجتمع يعتمد بشكل متزايد على هذه الشبكات. من الممكن الجمع بين هذه الأنظمة وجعلها عبر وطنية؛ وبالتالي يوفر فرصة للاستجابة للاحتياجات المتغيرة بشكل حيوي التي تفرضها الأحداث العالمية. وبالتالي، فإن هذا يخلق الحاجة إلى معماريات الأنظمة التي ستكون سارية المفعول طوال مدة الحدث، مما قد يستلزم الحاجة إلى تطوير بنية أنظمة جديدة للبعثة أو الحدث التالي. هذه الحقيقة مهمة، لأنه يعقد أنشطة هندسة النظم. ومن ثم، تصبح الهندسة المعمارية مفهومًا مهيمنًا ومربكًا في تنمية القدرات. يشار إلى هذه الأنظمة بصفة عامة على أنها أنظمة من النظم، وهي عبارة عن هيكل نظام تعاوني على مستوى تجريدي حيث يتم دمج الأنظمة المعقدة المستقلة لتوفير وظائف وقدرات أداء متزايدة.
فقدان أي جزء من النظام سيؤدي إلى تدهور الأداء أو قدرات الكل. يحتاجون إلى التطور في الوقت المناسب لاستيعاب التغييرات في المتطلبات والتكنولوجيا. ومن ثم، يحتاج مهندسو الأنظمة إلى مراقبة وتطوير / تكييف معماريات الأنظمة في الوقت المناسب. هذا يقضي على المفهوم الكلاسيكي الذي كان يستخدم في الماضي، أي أن المعماريات تكون ثابتة.

### تعقيد نظام من النظم
إن التحديات الرئيسية المرتبطة بالهندسة المتعلقة بنظام من الأنظمة المعنية تحتاج إلى إدارة السطوح البينية فيما بين الأنظمة المكونة التي يتم اكتسابها وتكاملها بشكل فردي، وبيئة إدارة الأنظمة الموزعة (هندسة الأنظمة وإدارة البرامج)، والتحدي المرتبط بالسلوك التكيفي والطارئ أنظمة مركبة. أنظمة النظم تحدث في سلسلة متصلة من حيث التعقيد وهناك العديد من الاختلافات، مثل اتحاد النظم. قد تكون الأنظمة الفردية التي تشتمل على نظام من الأنظمة منخفضة نسبيًا في سلسلة معقدة، أو قد تكون أنظمة كبيرة معقدة (كل منها نظام من الأنظمة). إحدى السمات المرتبطة بنظام من الأنظمة هي الاستقلالية الإدارية للأنظمة الفردية التي تشكل النظام الكامل. يمكن للاستقلالية الإدارية أن تدفع الحاجة إلى مجموعات هندسة الأنظمة المناسبة لإدارة التكلفة والجدول الزمني والجوانب الفنية للأنظمة الفردية وللمجموعة الوظيفية الهندسية المنفصلة لإدارة التكاليف الشاملة للجهاز والجدول الزمني والمخاطر والجوانب الفنية نظام من النظم. يجب تحديد البيئة الهندسية من حيث مبادئ الإدارة والجوانب الهيكلية، بما في ذلك تحديد الأدوار والمسؤوليات.
من الناحية الفيزيائية، تتطلب هندسة نظام الأنظمة في كثير من الأحيان بنية تنظيمية حيث تكون مجموعات هندسة الأنظمة المنفصلة مسؤولة عن إدارة / تحسين الأنظمة الفردية، في حين أن مجموعات هندسة الأنظمة الأخرى مسؤولة عن المشروع والجوانب المشتركة بين البرامج لهذه الأنظمة، بما في ذلك وظيفة هندسة الأنظمة (أو الشركات) للمؤسسة. يتم توفير التوجيه لإنشاء الجانب الهيكلي لهندسة نظام من النظم من خلال المعايير الهندسية المختلفة للأنظمة.

### سمات نظام من النظم
من الممكن ربط عدة ميزات لنظام من النظم، ولكل سمة تعريف خاص بها ودافع، وأصل.
- الحكم الذاتي: وهو القدرة على اتخاذ خيارات مستقلة؛ الحق في السعي وراء أسباب الوجود وتحقيق أغراض من خلال السلوكيات. دافع الحكم الذاتي هو فهم أن الأنظمة القديمة لا غنى عنها لـ SoS؛ لغاية النظام (SoS) غرض أعلى من أي من أنظمتها التأسيسية، بشكل مستقل أو إضافي. أما بالنسبة لأصل الحكم الذاتي هو الاستقلال الإداري والتشغيلي.[1]
- الانتماء: وهو السعادة التي توجد في علاقة آمنة. دافع الانتماء هو فهم أن الأنظمة القديمة قد تحتاج إلى الخضوع لتغييرات جذرية من أجل الخدمة في إحدى الأنظمة. أما بالنسبة لأصل الانتماء فهو مهمة مشتركة.[1]
- التواصل: وهو قدرة النظام على الارتباط بالنظم الأخرى. دافع التواصل هو فهم أن الأنظمة القديمة المستهدَفة لواحدة من هذه المنظومات من المرجح جدًا أنها غير متجانسة إلى حد كبير ومن غير المحتمل أن تتوافق مع بروتوكولات التوصيل المسبق؛ فتضع أنظمة الSoS اعتمادًا كبيرًا على التواصل الفعال في مسارح العمليات الديناميكية. أما بالنسبة لأصل التواصل فهو الاعتماد المتبادل، والعمل المشترك.[1]
- التنوع: وهو عدم التجانس الملحوظ، وجود عناصر أو صفات مميزة أو مختلفة في مجموعة؛ تباين الهويات الاجتماعية والثقافية بين الأشخاص الموجودين معًا في بيئة تشغيلية. دافع التنوع هو فهم أنه كان من المستبعد أن تكون الأنظمة القديمة قد تم تصميمها للعمل معًا مسبقًا قبل استهداف تصور المنظومة؛ يمكن أن يحقق نظام معلومات المسار (SoS) أهدافه الأعلى فقط من خلال الاستفادة من تنوع انظمته التأسيسية. أما بالنسبة لأصل التنوع فهو الاعتماد المتبادل، وتغاير الخواص.[1]
- البزوغ: وهو ظهور خصائص جديدة في سياق التطور. دافع البزوغ هو فهم أن الحدود أمر لا غنى عنه لأي نظام؛ فجميع الأنظمة ناشئة والنشوء يتطلب حدود محددة. يمتلك الSoS حدود ديناميكية محددة دائمًا بوضوح؛ لذلك يجب أن تكون أنظمة الSoS قادرة على تطوير ثقافة ظهور مع القدرة على التكيف والمرونة. أما بالنسبة لأصل البزوغ فهو التطور، والتعاضد، والديناميكية. [1]

## تطبيقات لنظام من النظم
يمكن العثور على أمثلة لأنظمة الأنظمة، سواء القائمة أو المقترحة، في جميع القطاعات المجتمعية: النقل الجوي والبري وشبكات الطاقة والرعاية الصحية وإدارة المياه والعمليات الصناعية ومجمعات المباني والبنى التحتية الحيوية وأنظمة المشاريع والمنازل الذكية المدن وغيرها. نناقش بعض الأمثلة هنا، لإبراز اتصالات التحكم.

### سلاسل توريد التصنيع
مرفق التصنيع على نطاق واسع هو نظام من النظم في حد ذاته، واليوم يتم استكشاف الاتصال مع الكيانات المنبع والمصب. وينصب التركيز بشكل كبير على تكامل تكنولوجيا المعلومات - المنصات والاتصالات التي يمكنها، على سبيل المثال، أتمته الطلب من الموردين استنادًا إلى المخزون ومستويات الإنتاج في المصنع. على الرغم من أن فوائد هذه الأعمتة كبيرة، فإن القيمة الحقيقية للبنية التحتية هي بمثابة الأساس الأمثل لسلسلة التوريد الشاملة - مما يسمح بالاستجابة لظروف السوق، وزيادة كفاءة الطاقة، وتنسيق قوائم الجرد مع خطط الإنتاج ديناميكيًا، وما شابه ذلك. توجد حلقات التحكم داخل الكيانات في سلسلة التوريد (حتى الموردين والموزّعين الذين ليس لديهم عمليات تصنيع ولديهم عمليات تغذية مرتدة تعمل لطلبات الخدمة، وتتلاءم مع المدخلات، وإدارة عمليات الجرد؛ وهي عادة عمليات منفصلة، مع ديناميكيات أبسط من عملية الإنتاج).
تنشئ سلسلة التوريد المترابطة هياكل تحكم إضافية مع عوامل معقدة. تشارك الكيانات التجارية المختلفة مع أولوياتها الخاصة، وغالبا ما تكون متنافسة. التحسين المركزي أو العالمي غير ممكن.

### أنظمة السيارات المدمجة
سيارات اليوم هي عبارة عن مجموعات من الأنظمة المدمجة على عجلات. لقد كان الكثير من الابتكار في صناعة السيارات في العقد أو العقدين الأخيرين نتيجة للحوسبة والتحكم والتواصل على متن الطائرة، وقد أدى هذا الابتكار إلى تحسن كبير في السلامة والاقتصاد في استهلاك الوقود والانبعاثات والاعتمادية. يوجد عدد من الأنظمة المدمجة المنفصلة في سيارة حديثة - فقط تلك المتعلقة بالسلامة تتضمن التحذير من الاصطدام، ونشر الوسادة الهوائية ومشبك الشد المسبق، والغطاء المانعة للانغلاق بشكل مستقل، هذه الأنظمة مترابطة مع ذلك من خلال فيزياء السيارة والبيئة وأعمال السائق. وهكذا نشأت طرق فاشلة مثل السيارات التي تقفل نفسها إذا خرج السائق مع تشغيل المحرك وإغلاق الباب، أو السيارات التي انفصلت أنظمة الحماية ضد السرقة والأبواب غير المقفلة إذا هزمت السيارات جنباً إلى جنب، مما أدى إلى اكتشاف التمديد. من الواضح أن الحل هو تبني وجهة نظر خاصة بالسلسلة عند تصميم أنظمة السيارات. وقد تم بالفعل اعتماد بروتوكولات الشبكة القياسية والحافلات في المركبات. كما حدث مستوى معين من التكامل الخوارزمي، حيث تقوم بعض الأنظمة بتنسيق التحكم في الجر والانغلاق المانعة للانغلاق على سبيل المثال. ولكن ما زال هناك الكثير الذي يتعين القيام به، ومع استمرار طرح الأنظمة (على سبيل المثال، التوجيه النشط)، ستنشأ المزيد من الفرص. مع التطورات في أنظمة النقل الطرقي الذكية، فإن الاتصال والتنسيق بين المركبات وبين المركبات وعناصر البنية التحتية (لافتات الطرق، إشارات المرور، إلخ) ستزيد من شبكة النظام. لقد ركزنا هنا بشكل محدد على الأنظمة داخل السيارات لجعل النقطة (على عكس معظم الأمثلة التي تتم مناقشتها) أن نظام رؤية الأنظمة، واتصالات التحكم القوية الخاصة بها، تكون ذات صلة أيضًا بالمجالات الإلكترونية المدمجة المحلية.

### الشبكات الذكية
الشبكات الذكية هي موضوع للاهتمام الهائل في جميع أنحاء العالم. إنها تمثل تقدمًا ثوريًا على شبكات الطاقة الحالية التي تم تمكينها من خلال تدفق ثنائي الاتجاه لكل من الكهرباء والمعلومات. تشتمل الشبكات الذكية على تراكب الاتصالات والتحكم في البنية التحتية الحديثة لنظام الطاقة، مما ينتج عنه نظام فيزيائي إلكتروني يمتد من جيل إلى آخر، ويسهل تكامل التخزين والتوليد الموزعين (خاصة من المصادر المتجددة) والهجين الكهربائي والهجين الإضافي المركبات. اليوم، استهلاك الكهرباء، في معظم الأحيان، مستقل عن متطلبات العرض. قد يكون من المستحسن ضبط الاستهلاك لعدة أسباب - نقص في توليد الطاقة، ورغبات لتقليص استخدام أصول التوليد الملوثة أو المكلفة، واستخدام أفضل للتوليد المتجدد، والاختناقات في نظام الإرسال - ولكن لا توجد بنية تحتية على مستوى النظام لتحقيق هذا التعديل. وبالمثل، فإن الفرص المتاحة للتحكم الأمثل في شبكات النقل والتوزيع، ومراقبة حالة النظام وإيصالها بدقة، وربط أسواق الطاقة عن كثب مع تدفقات الطاقة، وتحقيق إمكانات أخرى متقدمة في أنظمة الطاقة محدودة بالبنية التحتية الحالية.
الشبكة الذكية، كنظام من الأنظمة، ستمكّن هذه الوظائف. تقوم وحدات التحكم المستقلة بإدارة توليد الطاقة (بما في ذلك الطاقة المتجددة والحرارة والطاقة المركبة (CHP)، وأجهزة التخزين مثل خلايا الوقود، والمركبات الكهربائية، وأحمال البناء - وقد يحمل المستقبل تقنيات غير معروفة حتى الآن. يمكن أن تتفاعل المرافق ومشغلي النظام مع وحدات التحكم الرئيسية هذه وكذلك مع كيانات السوق. يجب أن تفي أنظمة التحكم الفردية بالأهداف المحلية ، ولكنها تحتاج أيضًا إلى التعاون لضمان التشغيل الموثوق والفعال لنظام الطاقة. في الشكل، يكون التنسيق عبر عقدة مركزية - وهذا أقرب إلى وضع اليوم؛ في المستقبل، يمكننا أن نتوقع بنى أقل للهيكلية والسيطرة وأكثر تراتبية.